# Lubná (ort i Tjeckien, Zlín)
Lubná är en ort i Tjeckien.   Den ligger i regionen Zlín, i den östra delen av landet, 240 km öster om huvudstaden Prag. Lubná ligger 243 meter över havet och antalet invånare är 428.
Terrängen runt Lubná är platt åt nordost, men åt sydväst är den kuperad. Runt Lubná är det ganska tätbefolkat, med 124 invånare per kvadratkilometer. Närmaste större samhälle är Zlín, 19,8 km öster om Lubná. I omgivningarna runt Lubná växer i huvudsak blandskog.